# وامانریپا (کاسکو)
وامانریپا (به اسپانیایی: Wamanripa) یک کوه در پرو است که در منطقه اپوریماک واقع شده‌است. وامانریپا ۵٬۳۰۰ متر بالاتر از سطح دریا واقع شده‌است.